# Euxootera cocncolor
Euxootera cocncolor là một loài bướm đêm trong họ Noctuidae.